# Henri Tribout de Morembert
Henri Tribout de Morembert (* 1. April 1912 in Paris; † 25. August 1996 in Metz) war ein französischer Historiker und Archivar.
Henri Tribout studierte an der École pratique des hautes études und war zunächst bei der Zeitung Le Républicain Lorrain als Journalist tätig. Während des Zweiten Weltkrieges wirkte er in der Résistance, wofür er 1946 das Croix de guerre 1939–1945 erhielt. 1945 änderte er seinen Namen in Tribout de Morembert, nach einem ausgestorbenen Geschlecht aus Troyes. Von 1949 bis zu seiner Pensionierung 1977 war er Leiter des Stadtarchivs von Metz mit dem Titel Conservateur du patrimoine.
Henri Tribout de Morembert publizierte vornehmlich zur Geschichte und Kirchengeschichte Lothringens. Von 1979 bis 1994 war er Mitherausgeber des Dictionnaire de biographie française. 1961 wurde er Mitglied der Académie nationale de Metz, deren Vorsitzender er von 1973 bis 1976 und von 1979 bis 1982 war. Er war 1969 bis 1979 Vorsitzender der Société d’histoire et d’archéologie de la Lorraine, von 1970 bis 1989 war er Mitglied des Universitätsrates der Universität Metz.

## Veröffentlichungen (Auswahl)
- La réforme à Metz. 2 Bände. Berger-Levrault, Nancy 1969–1971.
- Le diocèse de Metz. Letouzey & Ané, Paris 1970.
- Les Eglises de Lorraine. Éd. Mars et Mercure, Straßburg 1973.
- Villes et villages de Lorraine. Éd. Mars et Mercure, Straßburg 1974.
- Les hommes célèbres de Lorraine de la fin du XVIIIe siècle à nos jours. Éd. Mars et Mercure, Straßburg 1975.